# خودتشیتسه
خودتشیتسه (به چکی: Chudčice) یک منطقهٔ مسکونی در جمهوری چک است که در ناحیه برنو-تسوونتری واقع شده‌است. خودتشیتسه ۴٫۱۰ کیلومتر مربع مساحت و ۸۴۴ نفر جمعیت دارد و ۲۴۷ متر بالاتر از سطح دریا واقع شده‌است.